# John Sehil

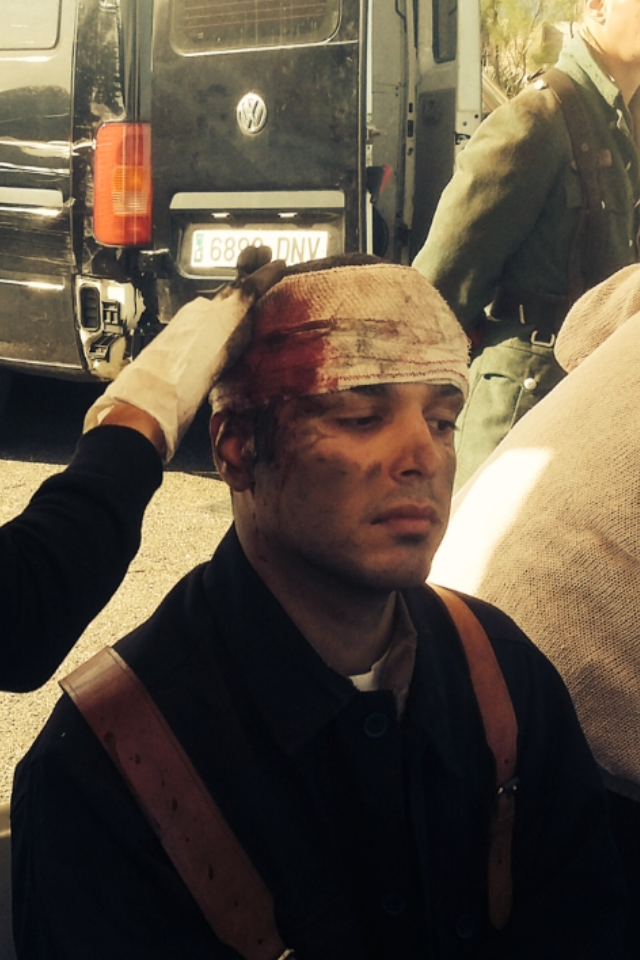
John Sehil in El batallón Gernika 2015

John Daniel Sehil (geboren 5. November 1988 in Biarritz) ist ein französischer Schauspieler.

## Leben
John Sehil ist italienischer, algerischer und deutscher Herkunft. Schon in seiner Kindheit begann er, Schauspielunterricht zu nehmen, und trat in Kurzfilmen und Clips auf. 2008 erhielt er seine erste Filmrolle in Chéri bei Michelle Pfeiffer. In der Serie Sous le soleil bekam er die Rolle von Quentin.
Er arbeitete mit vielen Schauspielern: John Travolta in From Paris with Love, Géraldine Nakache in Coursier, Anthony Delon in Paris Connections, Jean Reno in The Cop – Crime Scene Paris.

## Filmografie

### Kino
- 2009: Chéri von Stephen Frears
- 2010: From Paris with Love von Pierre Morel
- 2010: Coursier von Hervé Renoh
- 2010: Tu n'avais jamais vu la mer... von Marie Aw[3]
- 2010: Paris Connections von Harley Cokeliss
- 2010: À bout portant von Fred Cavayé
- 2011: Poupoupidou von Gérald Hustache-Mathieu
- 2011: Toi, moi, les autres von Audrey Estrougo[4]
- 2011: L'Assaut von Julien Leclercq
- 2011: Crédit pour tous von Jean-Pierre Mocky
- 2011: Voir la mer von Patrice Leconte
- 2011: Familia von Glenn Beauvais (Kurzfilm)
- 2011: Show buzz von Rashed M'dini[5]
- 2013: Le concours d'Anatole von François Cougnon[6] (Kurzfilm)
- 2013: Mohamed Dubois von Ernesto Oña
- 2015: L'Affaire SK1 von Frédéric Tellier
- 2016: Tout, tout de suite von Richard Berry
- 2017: Fleur de tonnerre von Stéphanie Pillonca-Kervern
- 2017: Raid dingue von Dany Boon
- 2017: Chacun sa vie von Claude Lelouch
- 2017: HHhH von Cédric Jimenez
- 2017: Nos patriotes von Gabriel Le Bomin
- 2017: Mission Pays-Basque von Ludovic Bernard
- 2017: Eine bretonische Liebe (Ôtez-moi d'un doute) von Carine Tardieu
- 2017: Numéro Une von Tonie Marshall[7]
- 2018: Les Tuche 3: Liberté, Égalité, FraterniTuche von Olivier Baroux
- 2018: Pas le niveau  von Camille Rutherford[8] (Kurzfilm)
- 2018: Amoureux de ma femme von Daniel Auteuil
- 2018: Au Poste! von Quentin Dupieux
- 2018: Tamara: Volume 2 von Alexandre Castagnetti
- 2018: Frères ennemis von David Oelhoffen
- 2018: Sauver ou périr von Frédéric Tellier
- 2018: Lola et ses frères von Jean-Paul Rouve
- 2018: L’Empereur de Paris von Jean-François Richet
- 2019: Gelobt sei Gott (Grâce à Dieu) von François Ozon
- 2019: Synonymes von Nadav Lapid
- 2019: Blanche comme neige von Anne Fontaine
- 2019: 100 kilos d’étoiles von Marie-Sophie Chambon
- 2019: Inséparables von Varente Soudjian
- 2020: #JeSuisLà von Éric Lartigau
- 2020: Rifkin’s Festival von Woody Allen
- 2021: Eiffel von Martin Bourboulon
- 2021: Diabolik von Antonio Manetti und Marco Manetti
- 2021: Maoussi aka Mousey von Charlotte Schioler
- 2021: Maigret et la jeune morte von Patrice Leconte

### Fernsehen
- 2006: Famille d’accueil von Marion Sarraut
- 2008: Sous le soleil von Jean-Marc Thérin[9]
- 2009: Pigalle la nuit von Hervé Hadmar
- 2010: L'appel du 18 Juin von Félix Olivier
- 2010: On n’est pas couché von Serge Khalfon[10] (Sketch)
- 2010: Marion Mazzano von Marc Angelo
- 2010: L’Illusion comique von Mathieu Amalric
- 2012: Julie Lescaut von Alain Choquart
- 2012: Le jour où tout a basculé von Sylvain Jinioux
- 2012: Le jour où tout a basculé von Joyce Edorh
- 2013: Jo von Stefan Schwartz[11]
- 2013: Quartier Latin von Michel Andrieu
- 2014: On n'est plus des pigeons! von Geoffrey Thomassin
- 2017: Les Mystères de l'Amour von Henri Hasbani
- 2018: Une famille formidable von Joël Santoni
- 2018: Deutsch-les-Landes von Denis Dercourt
- 2019: Les Mystères de l'Amour von Henri Hasbani
- 2020: Péril au château von Claire de La Rochefoucauld
- 2020: The New Pope von Paolo Sorrentino
- 2020: Le mensonge von Vincent Garenq
- 2020: Meurtres à Pont-l’Évêque von Thierry Binisti
- 2020: Infidèles von Didier Le Pêcheur
- 2020: La promesse von Laure de Butler

### Dokumentationen
- 2015: El batallòn Gernika von Iban Gonzalez

### Clips
- 2008: Samarilayl – Les bandits von Sébastien Delgado[12]
- 2011: Louise Attaque – Du monde tout autour von Gaëtan Châtaignier

## Theater
- 2009: Je t'aime von Sacha Guitry (Colette Louvois)
- 2009: Caligula von Albert Camus (Colette Louvois)